# Prummern
Prummern ist ein Ortsteil der Mittelstadt Geilenkirchen im Kreis Heinsberg in Nordrhein-Westfalen.

## Geographie

### Lage

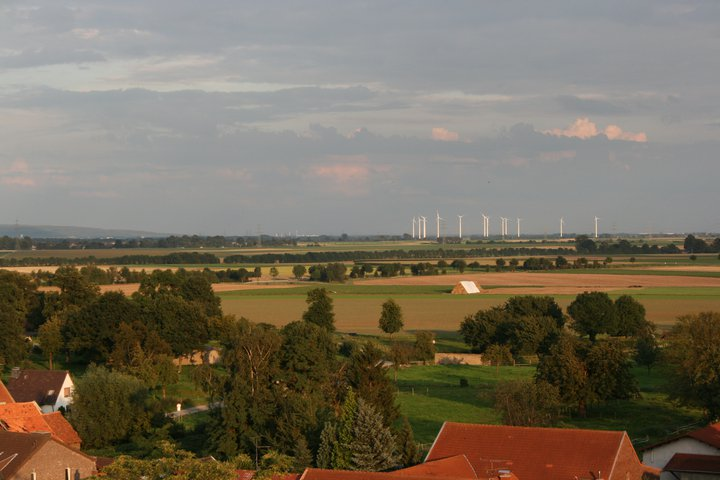
Prummern und das Umland

Prummern liegt östlich von Geilenkirchen an der Kreisstraße 24. Diese verbindet die Ortslagen Würm, Beeck und Prummern mit der Bundesstraße 56 und weiter über die B 57n zur Landesstraße 225 bei Boscheln.

### Gewässer
Das Immendorfer Fließ (GEWKZ 2828892) mit einer Länge von 5,325 km, fließt von Immendorf kommend nordöstlich an der Ortschaft Prummern vorbei, wird zwischen Beeck und Leiffarth vom Beeckfließ aufgenommen. Das Beeckfließ mündet hinter Haus Honsdorf bei Flahstraß in die Wurm. Das Immendorfer Fließ dient der Oberflächenentwässerung und nimmt die geklärten Wässer der Kläranlage Prummern auf.

### Nachbarorte
| Süggerath | Müllendorf                                  | Beeck         |
| Hünshoven | Kompassrose, die auf Nachbargemeinden zeigt | Gereonsweiler |
| Waurichen | Immendorf                                   | Apweiler      |

### Siedlungsform
Prummern ist ein sogenanntes Kirchdorf und zugleich ein Haufendorf. Die Kirche ist der Mittelpunkt des Ortes. Auf den heutigen Freiflächen an der Kirche war bis in den 1950er Jahren der alte Friedhof. Von der Kirche ausgehend in alle vier Himmelsrichtungen führen Straßen zu den Hauptstraßen, die ein Karree bilden. Von diesen führen Verkehrswege zu den umliegenden Ortschaften.

## Geschichte

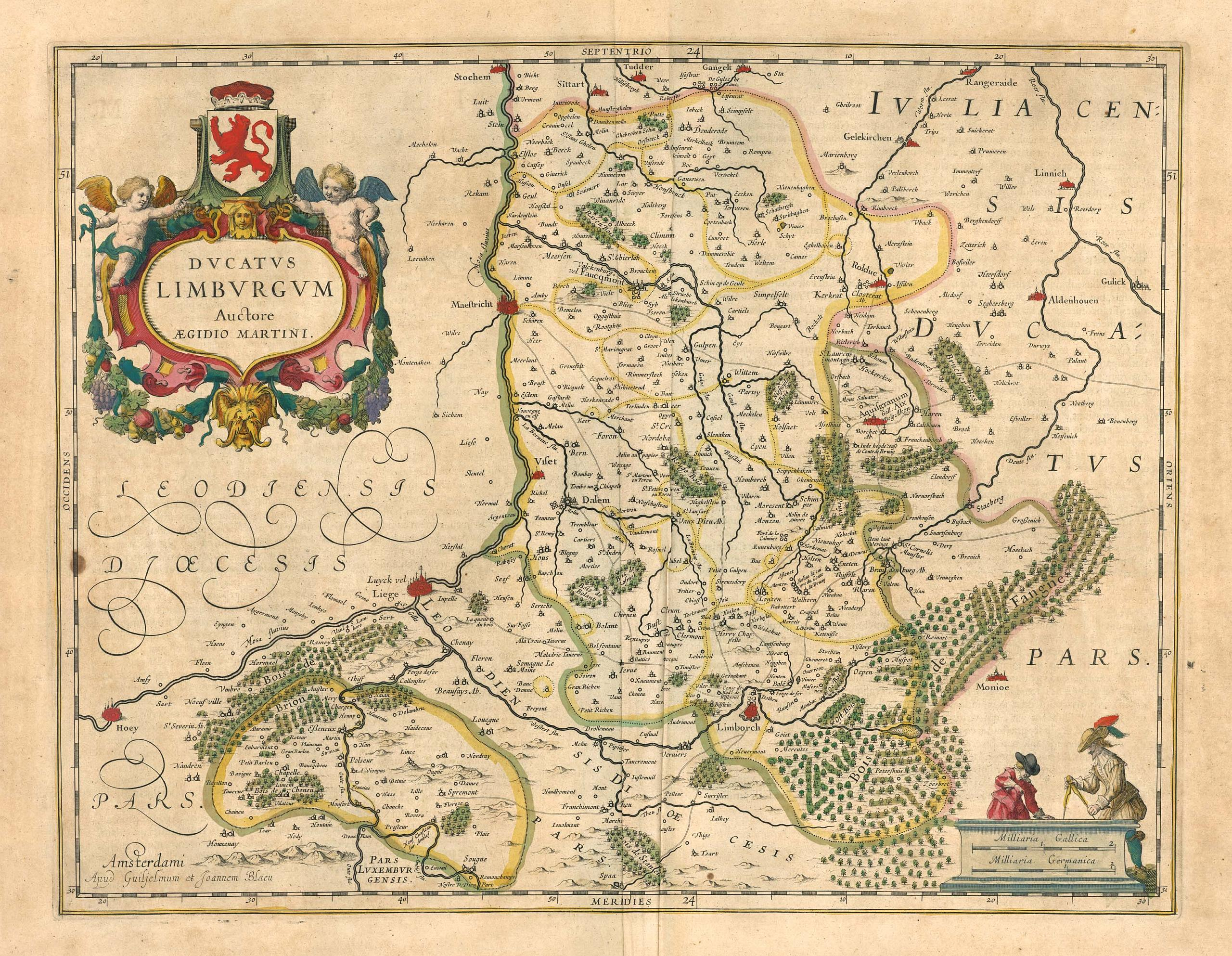
Prummern auf der Karte von Wilhelm und Johannes Blaeu des Herzogtums Limburg um 1662

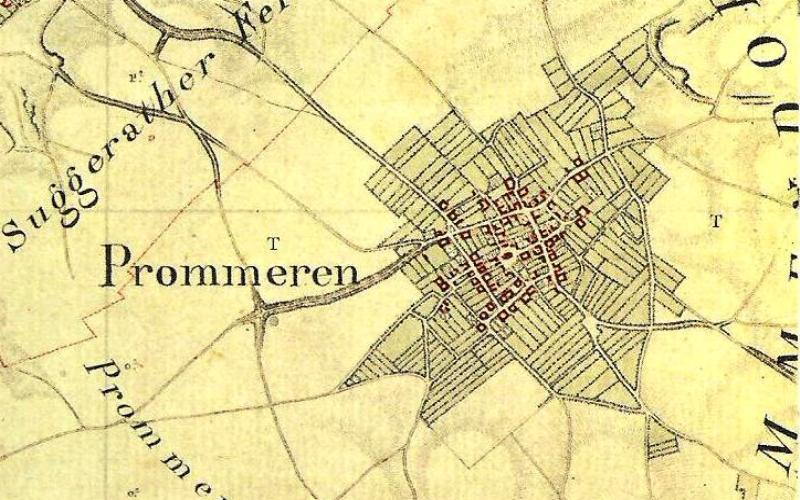
Prummern auf der Tranchotkarte 1803–1820

### Ortsname
- 0884 Der Ursprungsname von Prummern wurde in der Urkunde von Karl III. 884 gefunden und hieß Promere.
- 1137 In der Weiheurkunde zur Kirchengründung von 1137 schreibt man den Ort Prumeren.
- 1166 und 1180 ist die Schreibweise Prumere.
- 1803 Auf der Jean-Joseph-Tranchot-Karte von 1803 ist der Name mit Prommeren angegeben.
- 1830 In der Topographisch Statistischen Beschreibung der Königlich-Preußischen Rheinprovinz 1830 ist der Name Prummeren genannt.

### Ortsgeschichte

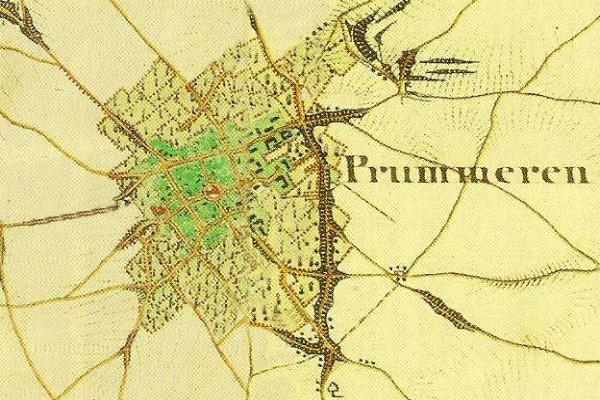
Prummern auf der Urkatasterkarte 1846

Am Anfang der Geschichte von Prummern steht die Urkunde aus dem Jahre 884. In dieser wird berichtet, dass Cobas und Prummern (Promere) im Ripuariergau der Kathedralkirche in Reims gehört hatten, jedoch der Kirche entzogen und nun dem Reimser Bischof Fulko zurückgegeben wurden. Die Urkunde, die Kaiser Karl III. am 30. Juni 884 in Metz ausstellte, ist im Original verloren, jedoch in einer Abschrift des 17. Jahrhunderts überliefert. Seit Mitte des 10. Jahrhunderts war Prummern im Besitz der Reimser Benediktiner-Abtei Saint-Remi und wurde ihr in den Jahren 1152 durch Friedrich I. Barbarossa und noch einmal durch Papst Hadrian IV. am 19. Dezember 1154 bestätigt. Damit ist Prummern nachweislich einer der ältesten Orte im hiesigen Raum. Die frühe urkundliche Erwähnung hatten die Vereinigten Ortsvereine Prummern e. V. und die Stadt Geilenkirchen zum Anlass genommen, vom 31. August bis 2. September 1984 die 1100-Jahr-Feier zu veranstalten. Ebenso wurde die 1125-Jahr-Feier im Jahre 2009 durchgeführt.
Der Zweite Weltkrieg brachte große Zerstörung über das Dorf und viel Leid über die Bevölkerung von Prummern. Im Ersten Weltkrieg haben 32 Soldaten ihr Leben verloren, im Zweiten Weltkrieg waren es sogar 50 Soldaten, die den Krieg mit dem Leben bezahlt haben. Prummern wurde völlig zerstört und alle Bewohner mussten in die Evakuierung in den Raum von Göttingen.
Am 18. November 1944 besetzte das US-amerikanische 334th Infantry Regiment mit attachierten britischen Panzereinheiten Prummern, das bis zum 20. November umkämpft blieb. Die Amerikaner und Briten brachen den Widerstand der Verteidiger vor allem mit „Crocodile“-Flammenwerfer-Panzern (siehe Operation Clipper). Ein Widerstandsnest auf einem Hügel nordöstlich von Prummern (= Richtung Beeck, „Mahogany Hill“) wurde durch einen Überraschungsangriff von US-Truppen am 22. November erobert.

### Kirchengeschichte

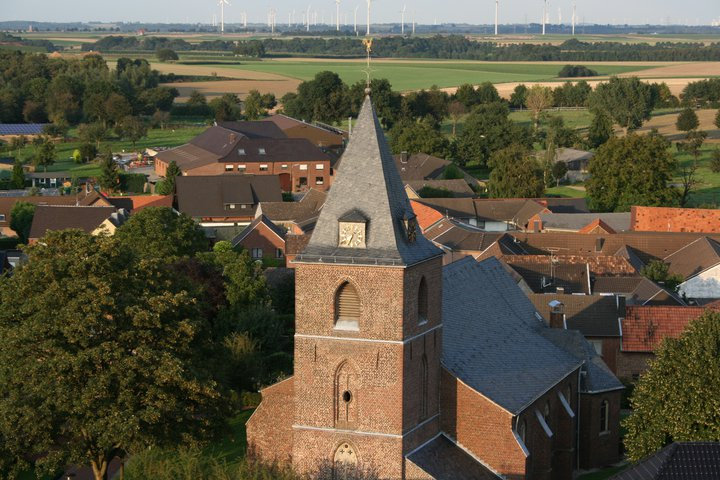
Kirchturm

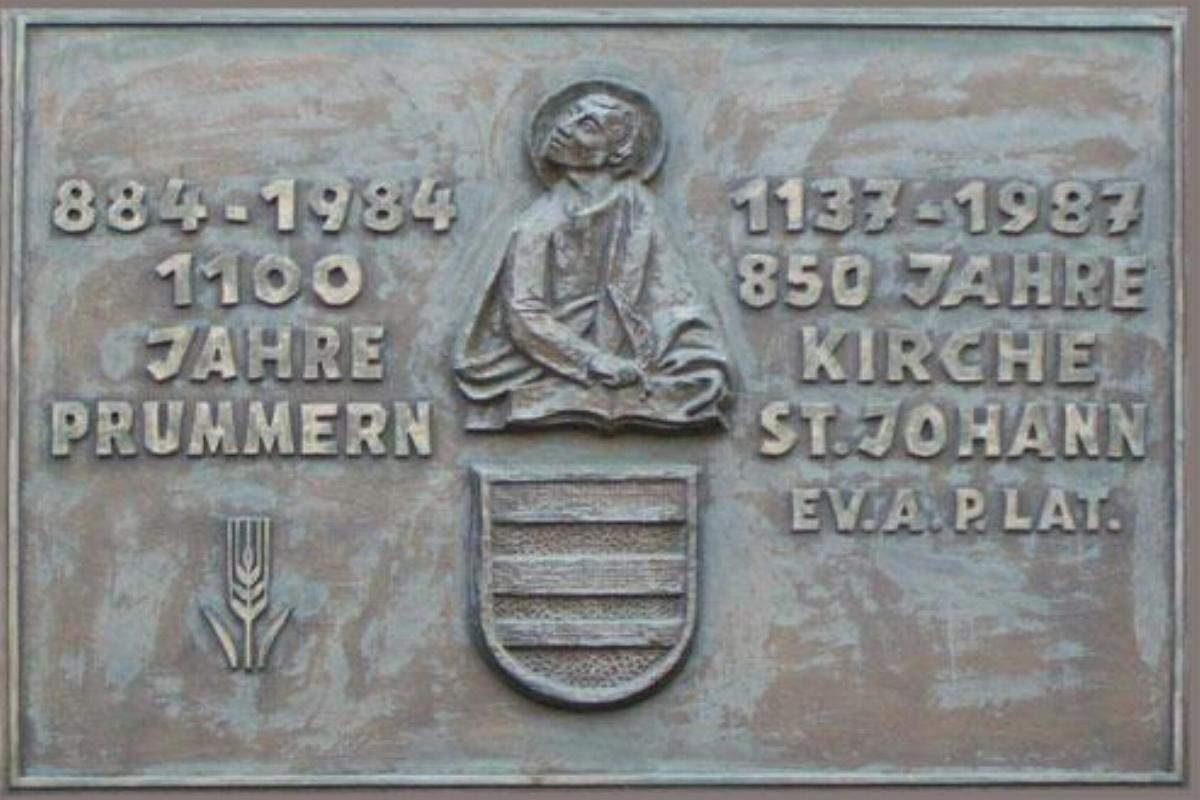
Gedenkplatte an der Pfarrkirche

Die katholische Kirche St. Johannes Evangelist befindet sich im Ortszentrum. Ihr Vorgängerbau wurde im Jahr 1130 errichtet und 1137 durch einen Bischof geweiht. Jedoch wurde im Jahr 1470 an dieser Stelle eine spätgotische Backsteinkirche als zweischiffiger Hallenbau mit Westturm errichtet. 1922 wurde noch ein Anbau am südlichen Seitenschiff fertiggestellt. Im November 1944 wurde der Kirchturm von St. Johannes Evangelist gesprengt, jedoch nach dem Krieg wieder aufgebaut. Auch sonst erfuhr die Kirche im Zweiten Weltkrieg schwerste Beschädigungen. 1985 wurde sie von innen renoviert. Von den alten Ausstattungsstücken sind nur noch vier alte Glocken vorhanden. Eine von ihnen wurde 1352 gegossen, jedoch wurde sie 1944 schwer beschädigt. Sie steht nun in der Turmvorhalle und dient als Weihwasserbecken. Im Turm hängen noch zwei im Jahr 1476 von Jakob von Venrath gegossene Glocken, die noch regelmäßig zu den Gottesdiensten erklingen. Außerdem erklingen noch die anderen beiden Glocken von 1959 vor jeder Messe. Nur die Taufglocke nicht. Diese Taufglocke, die im Jahr 1575 von Jan van Trier gegossen wurde, wird nur noch bei Taufen betätigt. Die Glockengießerei Petit & Gebr. Edelbrock aus Gescher lieferte 1959 zwei neue Glocken.
| Glocke (Nr.)   | Nominal | Gewicht (ca.) | Durchmesser | Gießer            | Gussjahr |
| -------------- | ------- | ------------- | ----------- | ----------------- | -------- |
| 1              | g1 -3   | 850 kg        | 1077 mm     | Jakob von Venrath | 1476     |
| 2              | as1 +2  | 500 kg        | 960 mm      | Jakob von Venrath | 1476     |
| 3              | b1 ±0   | 400 kg        | 852 mm      | Petit & Edelbrock | 1959     |
| 4              | c² ±0   | 270 kg        | 750 mm      | Petit & Edelbrock | 1959     |
| 5 (Sologlocke) | a² +1   | 50 kg         | 453 mm      | Jan van Trier     | 1575     |

Die Bevölkerung von Prummern besteht zum größten Teil aus Katholiken. Im Zuge der Pfarrgemeindereformen im Bistum Aachen wurde die ehemals eigenständige katholische Pfarrgemeinde St. Johannes Evangelist in die Gemeinschaft der Gemeinden (GdG) St. Bonifatius Geilenkirchen eingegliedert.

### Schulwesen
- Volksschule Prummern 1925: 2 Klassen, 2 Stufen, 2 Lehrer, 83 Kinder
- Volksschule Prummern 1965: 2 Klassen, 2 Lehrerstellen, 76 Kinder

## Sehenswürdigkeiten

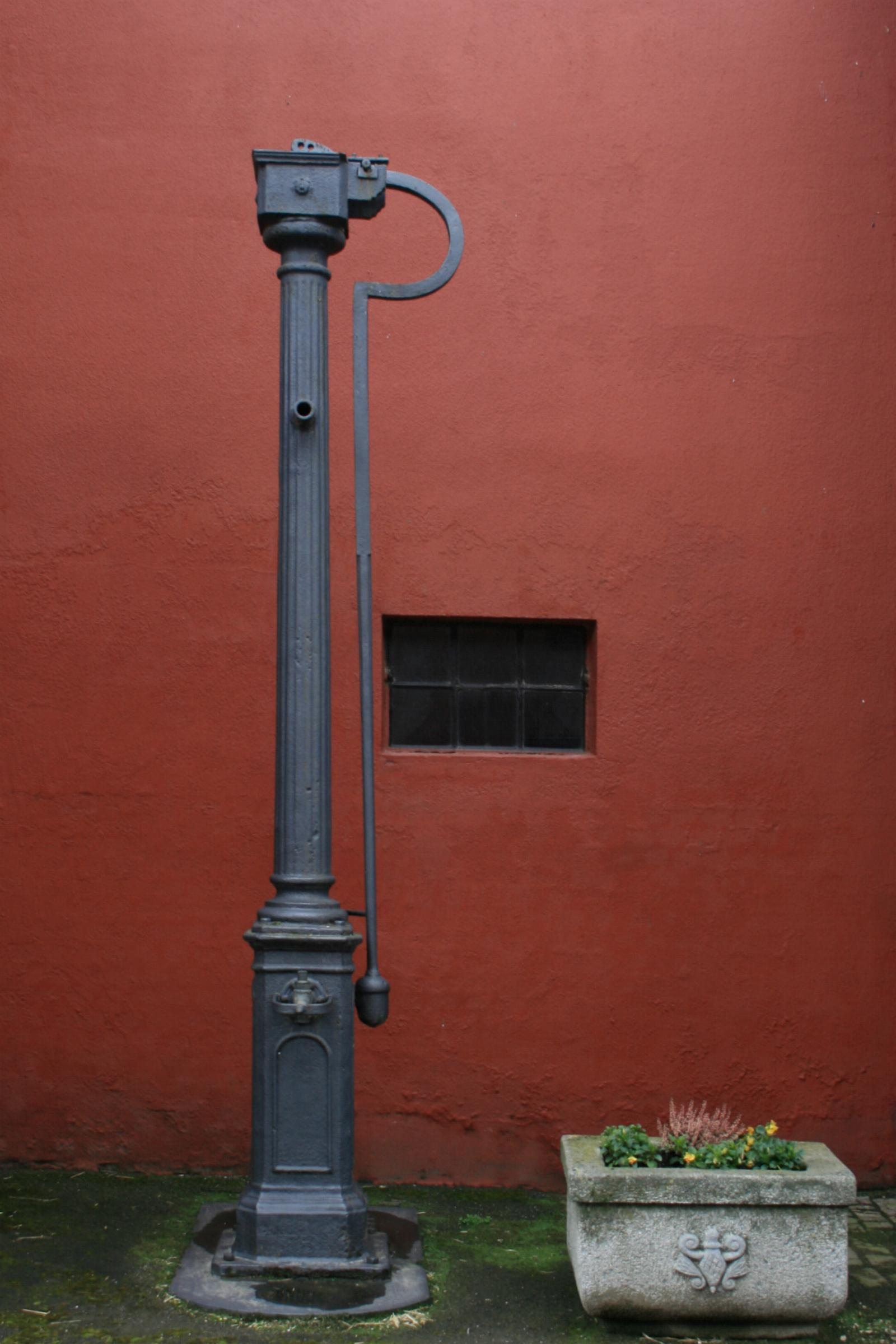
Alte Pumpe in der Brüllsche Straße

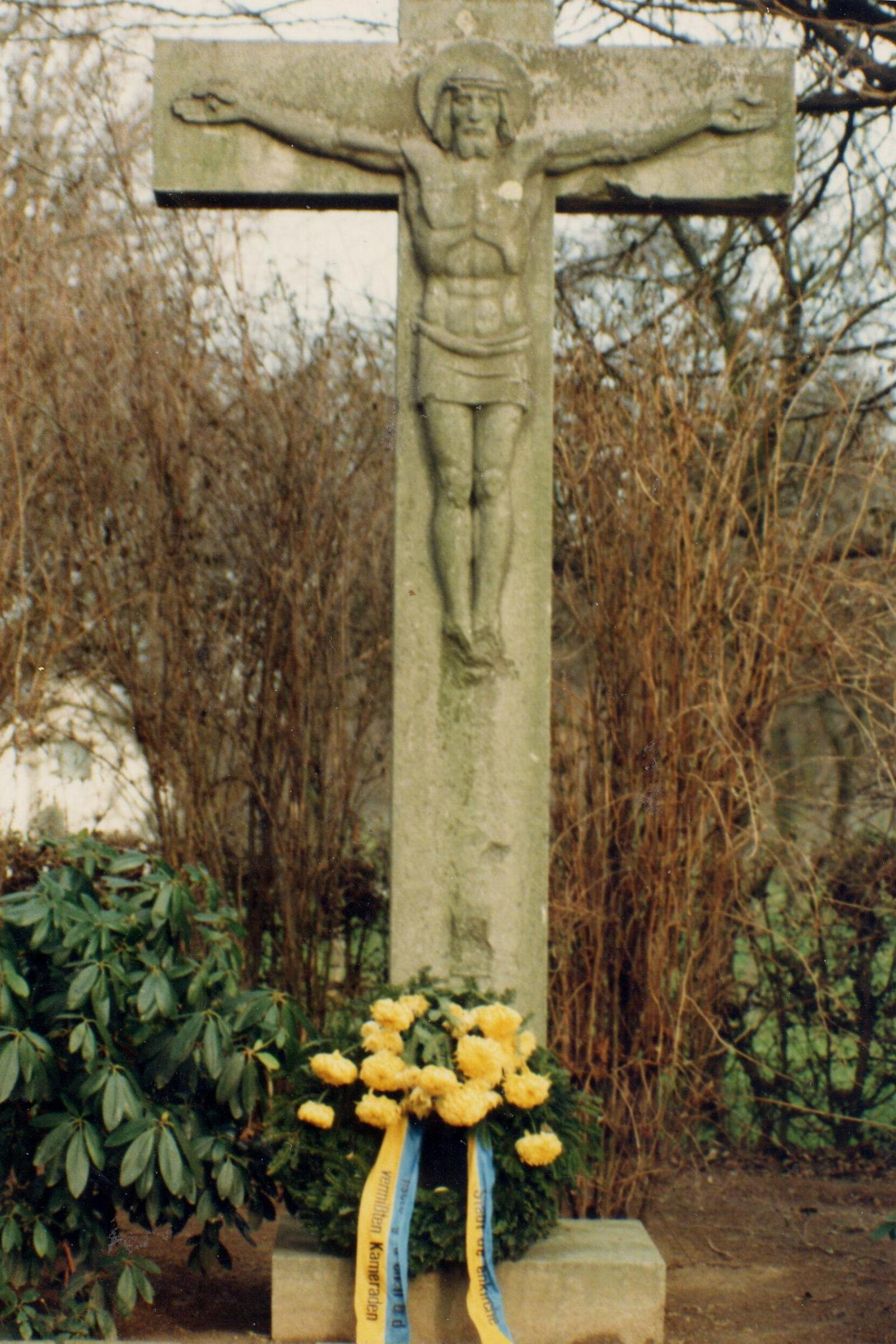
Kriegerdenkmal auf dem Friedhof

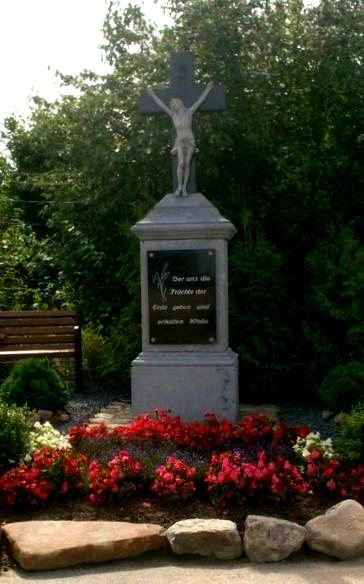
Wegekreuz in der Feldgemarkung Prummern

- Kath. Pfarrkirche St. Johann Evangelist, Johannesstraße, mit Buntverglasung
- Alte Wasserpumpe, Brüllsche Straße 45
- Kriegerehrenmal auf dem Friedhof am Immendorfer Weg
- Hagelkreuz in der Feldgemarkung Am Hagelkreuz
- Alte Volksschule in der Brüllsche Straße

## Infrastruktur
- Im Oktober 2022 lebten in Prummern 700 Personen.
- Es existieren zehn landwirtschaftliche Betriebe, ein Pferdehof, zwei Garten- und Landschaftsbaubetriebe, ein Landmaschinenhändler sowie einige Kleingewerbebetriebe.
- Ein Spielplatz an der Hensenstraße
- Der Friedhof am Immendorfer Weg

## Verkehr
Prummern ist an Werktagen mit der Buslinie 432 der WestVerkehr über die Haltestelle Immendorfer Weg an das ÖPNV-Netz des Aachener Verkehrsverbundes angeschlossen. Abends und am Wochenende kann der Multi-Bus angefordert werden.
| Linie | Verlauf |
| ----- | --- |
| 432   | Geilenkirchen Bf – Prummern – Immendorf – (Apweiler –) Floverich – Loverich – Puffendorf – Setterich – Baesweiler |

## Vereine
- Vereinigte Ortsvereine Prummern e. V.
- St. Johannes-Schützenbruderschaft Prummern e. V.
- Trommler- und Pfeifercorps Prummern 1922 e. V.
- Musikverein Prummern 1974 e. V.
- Jugendgruppe KJG Prummern
- Projektchor Prummern
- Frauengemeinschaft Prummern
- Güldner Club Prummern
- Freiwillige Feuerwehr Geilenkirchen, Löschgruppe Prummern

## Regelmäßige Veranstaltungen
- Karnevalszug am Tulpensonntag der Vereinigten Ortsvereine Prummern e. V.
- Maikirmes am 6. Mai bzw. Sonntag danach der Vereinigten Ortsvereine Prummern e. V.
- Oktoberfest der Vereinigten Ortsvereine Prummern e. V.

## Persönlichkeiten
- Balthasar Beemelmanns (1810–1861), 1833 bis 1859 Bürgermeister von Prummern und Abgeordneter
- Johann Adam Krahe (* 1825), Bürgermeister Amt Immendorf-Würm in Prummern (1861–1892)
- Heinrich Hermann Joseph Tappeser (* ~28. Februar 1731), Weihe zum Subdiakon am 23. Dezember 1752, danach Tätigkeit am Gymnasium Montanum, am 3. November 1753 Abgabe des Professoreneides, am 30. Mai 1754 Priesterweihe.
- Eduard Boeckers (1863–1941), Richter und Abgeordneter